# Неустроєв Микола Денисович
Неустроєв Микола Денисович (15 грудня 1895, 4-й Баягантайський наслег, Таттинський улус, Якутська область — 21 липня 1929, Якутськ) —  якутський письменник початку XX століття, один з основоположників  якутської літератури.

## Біографія
Народився в Таттинському улусі. У 1910—1913 роках навчався в Якутському міському училищі. Перше оповідання Неустроева «Дике життя» написане російською мовою у 1915 році.
М. Неустроєв першим в якутської драматургії звернувся до жанрової форми комедії. Його п'єси відіграли велику роль у зародженні якутського театрального мистецтва. Написав декілька оповідань, пронизаних ліризмом і м'яким гумором. Він умів передавати в небагатьох словах найтонші людські переживання і барвисті картини рідної природи.
1919 року М. Неустроєв був членом повітового і наслежного ревкомів, в 1922-24 роках працював вчителем. У 1925 році — делегат IV Якутського з'їзду Рад. У 1925-26 роках — Відповідальний секретар редакції журналу «Господарство Якутії».
У 1927 р був направлений на навчання в Московський літературний інститут ім. В. Брюсова, але слабке здоров'я завадило йому вчитися.
Помер у м Якутську, похований на території Микільської церкви. Його ім'ям названі одна з вулиць міста Якутськ, Усть-Таттинська середня школа Таттинського улусу.

## Відомі твори

### Комедії
- Кукаакы Кулуба (Голова сойки; 1920)
- Тиэтэйбит (Той, що поспішив; 1920—1925)
- Тар (Простокваша; 1921)
- Куһаҕан тыын (Злий дух)

### Драма
- Оҥоруу кытаанах

### Оповідання
- Сэмэнчик (1921)
- Муммут оҕо кэпсээнэ (1924)
- Балыксыт Былатыан (Рибак; 1926)
- Ыйдаҥа (1926)
- Иирээн (Скандал; 1926)
- Куттаммыт (Страх)
- Омоҕой, Эллэй икки